# غافث زاحف
الغافث الزاحف (باللاتينية: Agrimonia repens) نوع نباتي يتبع جنس الغافث من الفصيلة الوردية.

## الموئل والانتشار
النبات أصيل في بلاد الشام وتركيا.

## مرادفات للاسم العلمي
- (باللاتينية: Agrimonia elata)
- (باللاتينية: Agrimonia odorata)